# La Grave
La Grave är en kommun i departementet Hautes-Alpes i regionen Provence-Alpes-Côte d'Azur i nordöstra Frankrike. Kommunen ligger i kantonen La Grave som tillhör arrondissementet Briançon. År 2022 hade La Grave 479 invånare.
La Grave ligger i de franska alperna och är känd för sin fina off-pistskidåkning.

## Befolkningsutveckling
Antalet invånare i kommunen La Grave
| Referens: INSEE |

## Galleri

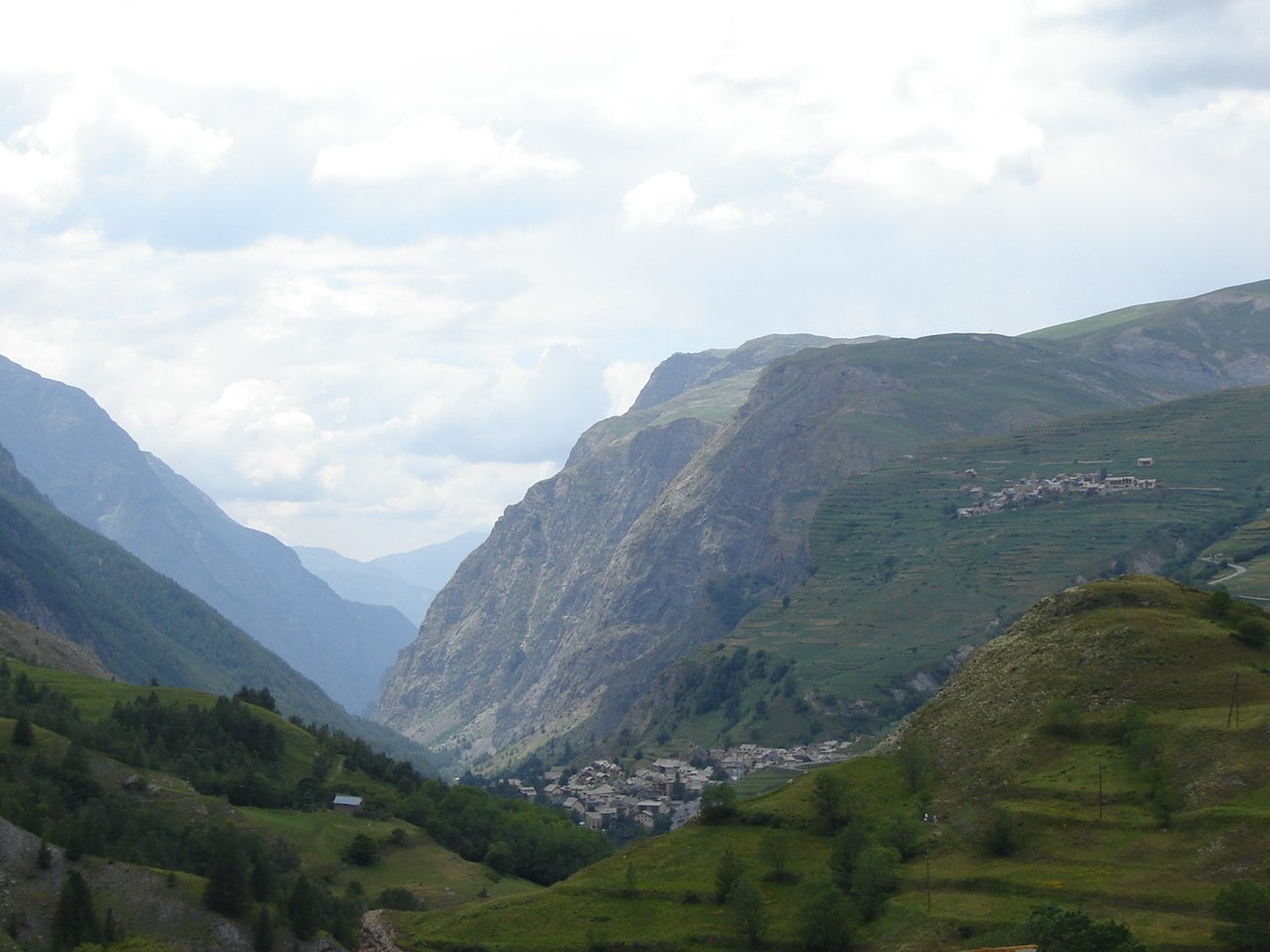
La Graves läge i botten på La Gravedalen
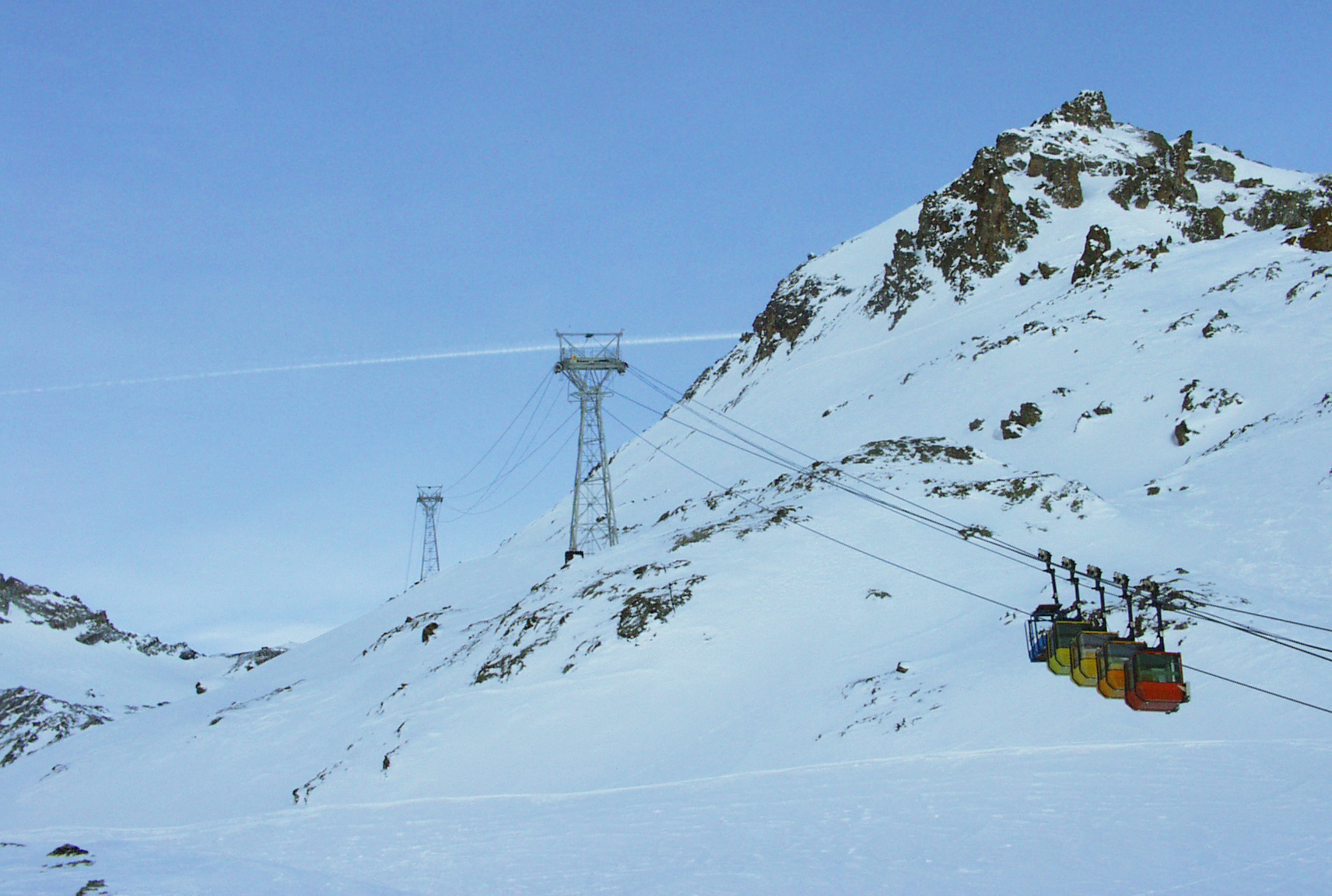
Skidanläggningen
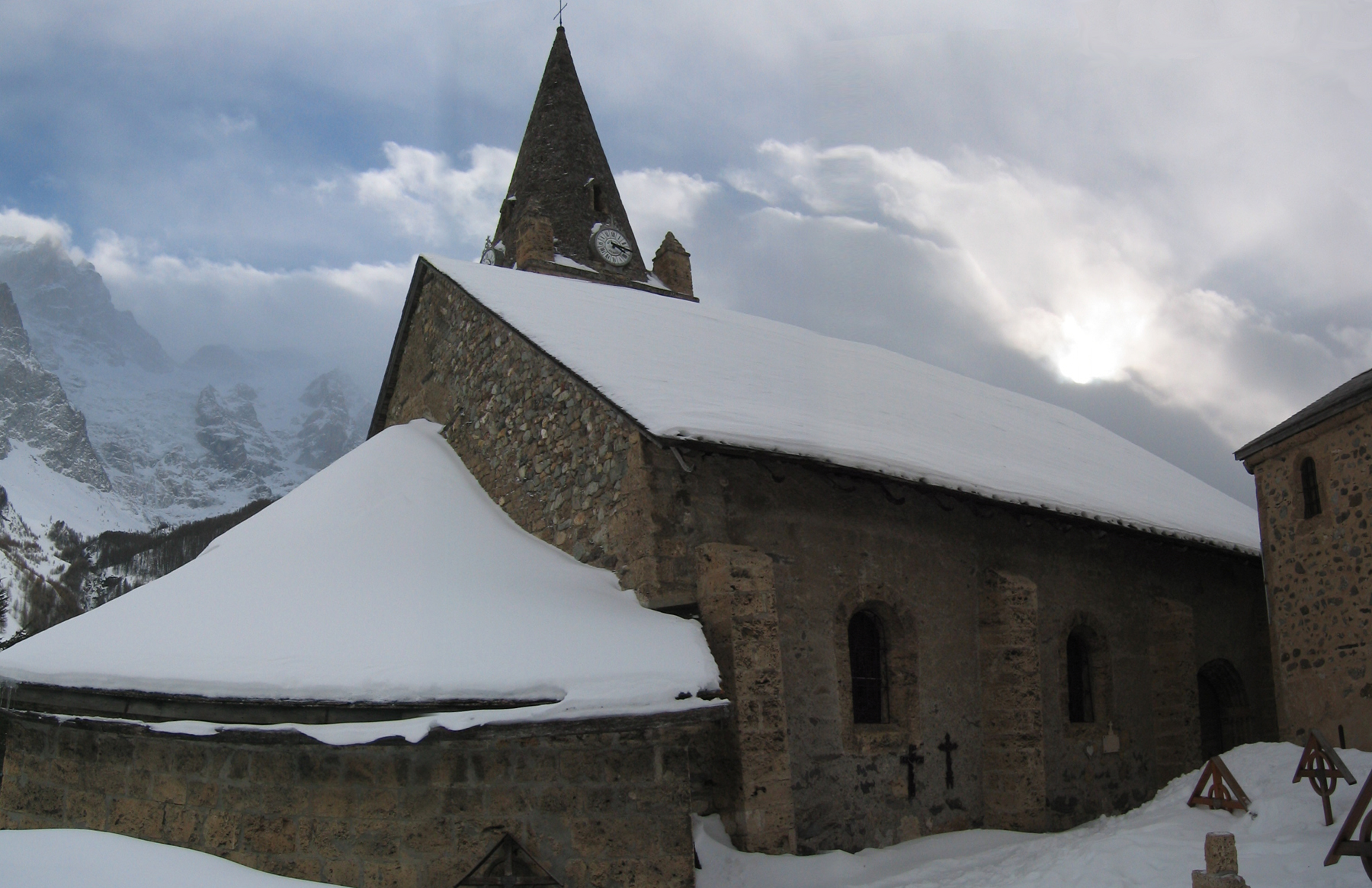
Kyrkan
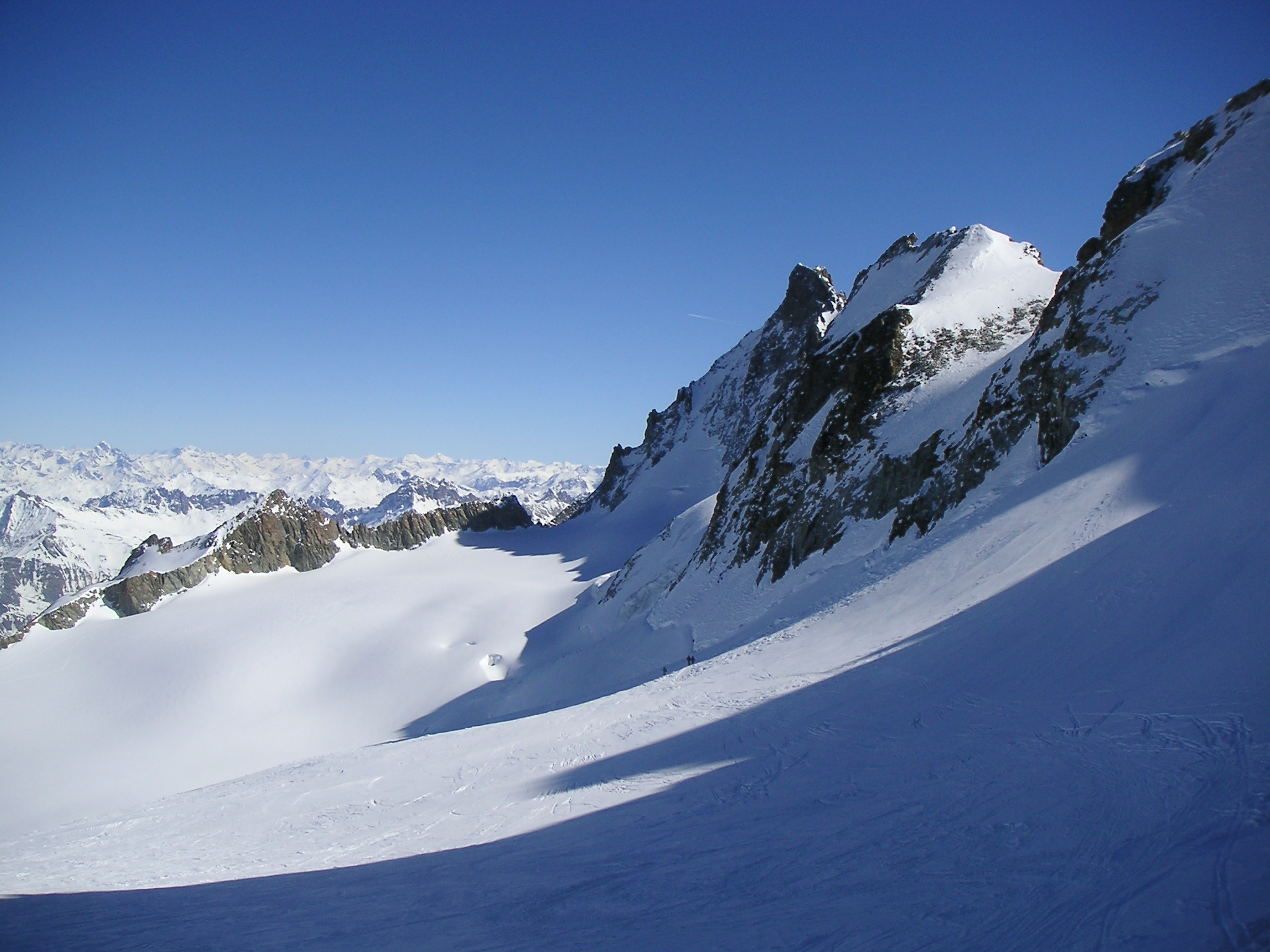
Glaciären Girose
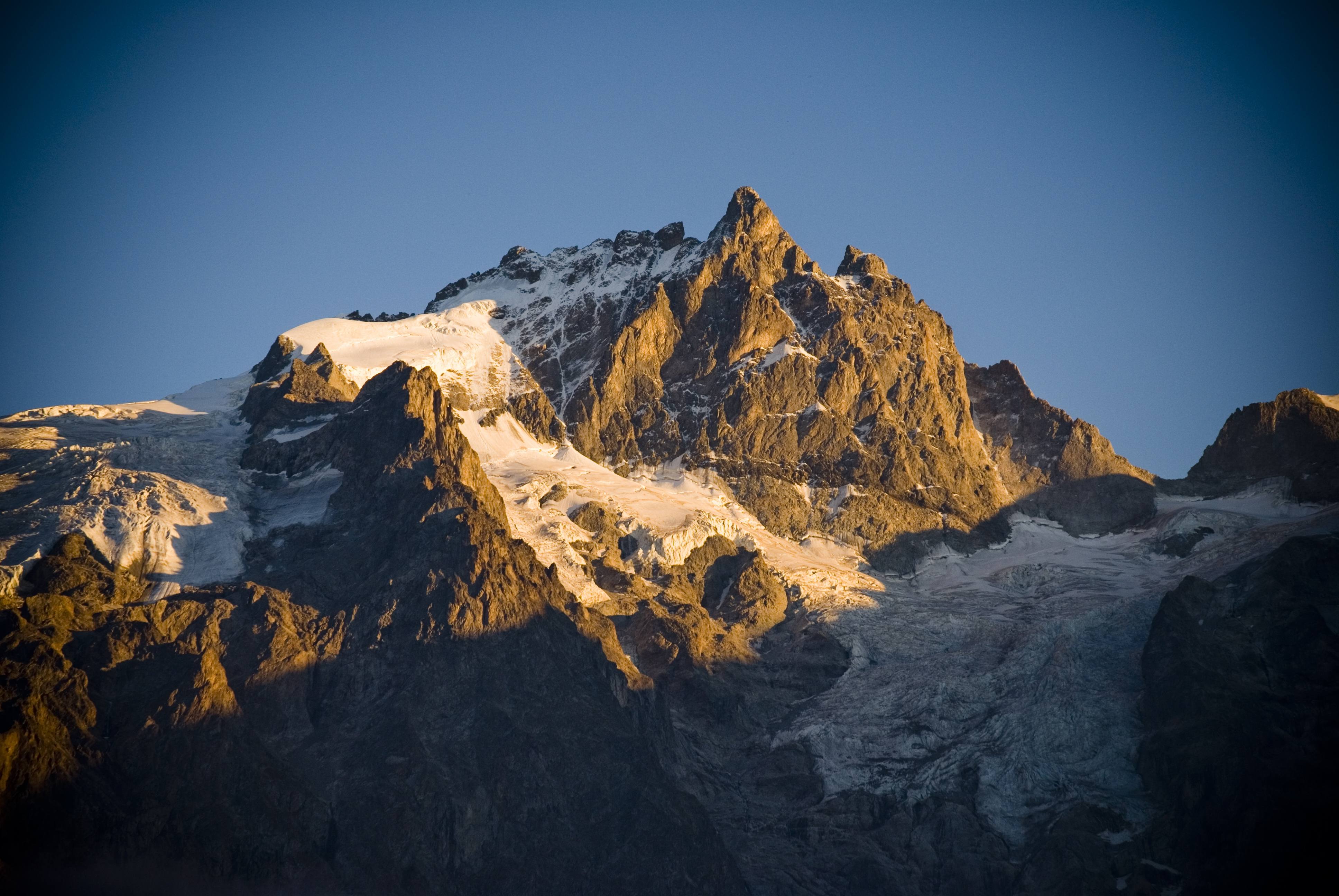
Nordsidan av La Gravedalen